# Parque Nacional El Palmar

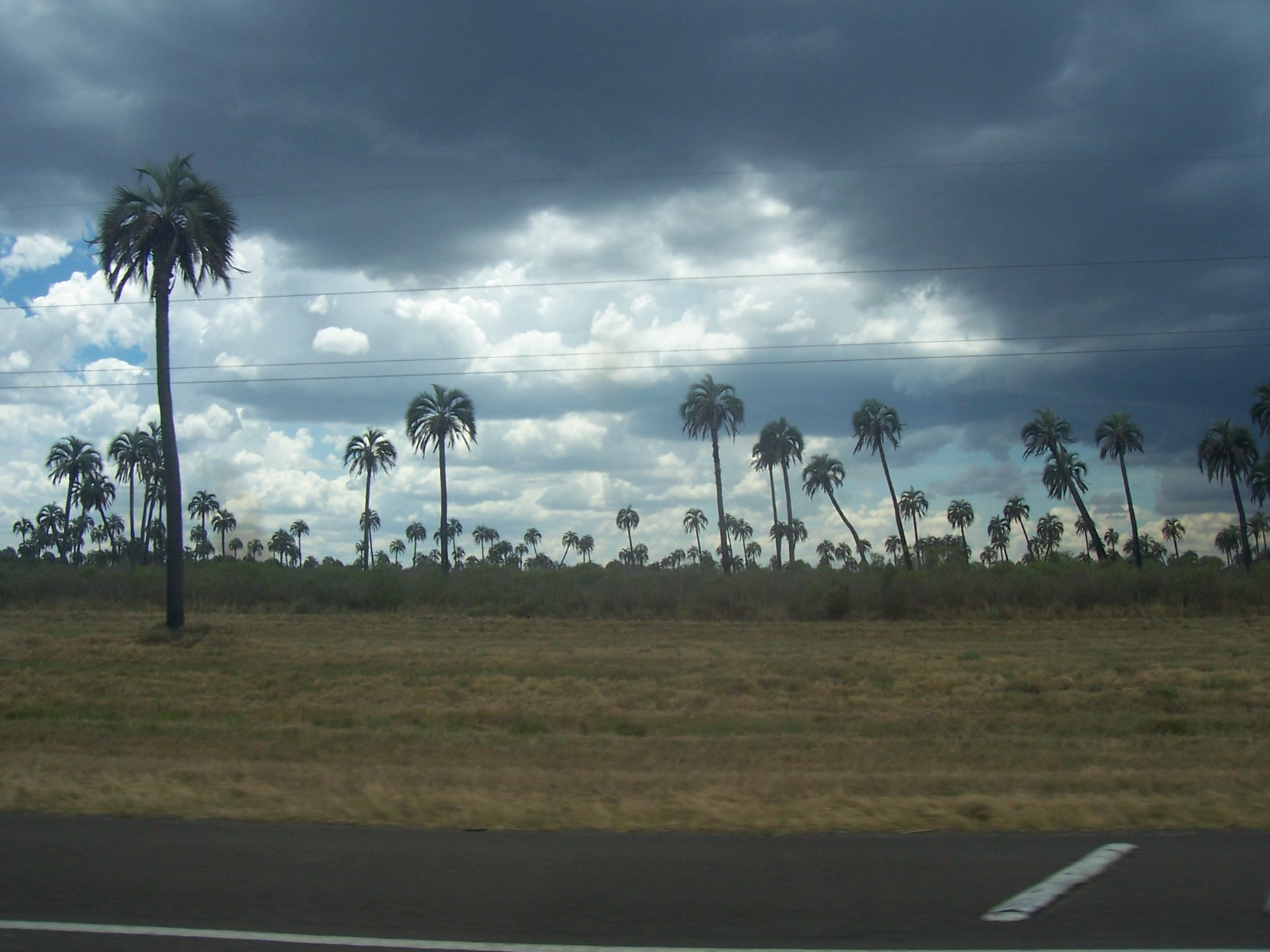
O Parque Nacional El Palmar em Entre Ríos

O Parque Nacional El Palmar foi criado em 1966 e está localizado no centro-este da província argentina de Entre Ríos, sobre o rio Uruguai, a meio caminho entre as cidades de Colón (46 km) e Concordia (54 km). 
Este parque foi criado com o objetivo de conservar uma das últimas zonas com palmeiras yatay (Syagrus yatay, antes denominadas de Butia yatay, família Arecaceae), cobrindo uma área total de 8.500 hectares. As palmeiras yatay distribuiam-se originalmente não só nesta região, mas também em zonas das províncias de Santa Fé e Corrientes, sendo o contingente actual apenas uma pequena parte do efectivo que até ao final do século XX prosperou na zona oriental de Entre Ríos, que veio a diminuir bastante devido à agricultura e à pastorícia.
O parque tem um ecossistema de savana temperada-húmida, típico da mesopotâmia argentina.